# بخش باهوکلات
بخش باهوکلات، یکی از بخش‌های شهرستان دشتیاری در استان سیستان و بلوچستان ایران است. مرکز این بخش، روستای باهوکلات است.

## تقسیمات کشوری
- بخش باهوکلات
  - دهستان باهوکلات
  - دهستان درگس

## رتبه در استان
بخش باهوکلات بزرگترین بخش استان سیستان و بلوچستان از نظر جمعیتی است.
لیست بخش‌های بزرگ استان سیستان و بلوچستان که در آینده شهرستان خواهند شد:
- منبع:فهرست بخش‌های استان سیستان و بلوچستان

| ردیف | نام بخش       | نام شهرستان | جمعیت سال ۱۳۹۵ |
| ---- | ------------- | ----------- | -------------- |
| ۱    | باهوکلات      | دشتیاری     | ۳۴٬۷۴۸ نفر     |
| ۲    | پارود         | راسک        | ۳۴٬۷۳۰ نفر     |
| ۳    | پلان          | چابهار      | ۳۳٬۰۰۴ نفر     |
| ۴    | پیشین         | راسک        | ۳۰٬۲۳۲ نفر     |
| ۵    | بنت           | نیک‌شهر      | ۲۸٬۷۲۲ نفر     |
| ۶    | کورین         | زاهدان      | ۲۵٬۸۹۸ نفر     |
| ۷    | جلگه چاه هاشم | دلگان       | ۲۵٬۴۹۵ نفر     |
| ۸    | بم‌پشت         | سراوان      | ۲۵٬۰۲۶ نفر     |

همچنین بخش باهوکلات جمعیتی بیشتر از ۲ شهرستان زیر دارد
- منبع:فهرست شهرستان‌های استان سیستان و بلوچستان

| ردیف | نام شهرستان | مرکز شهرستان | سال تأسیس | جمعیت ۱۳۹۵ |
| ---- | ----------- | ------------ | --------- | ---------- |
| ۱    | گلشن        | جالق         | ۱۳۹۹      | ۲۹٬۶۲۶     |
| ۲    | زرآباد      | زرآباد       | ۱۴۰۰      | ۲۰٬۱۹۷     |

## جمعیت
بر پایه سرشماری عمومی نفوس و مسکن در سال ۱۳۹۵، جمعیت بخش باهوکلات برابر با ۳۴٬۷۴۸ نفر بوده‌است.